# 高凤翰

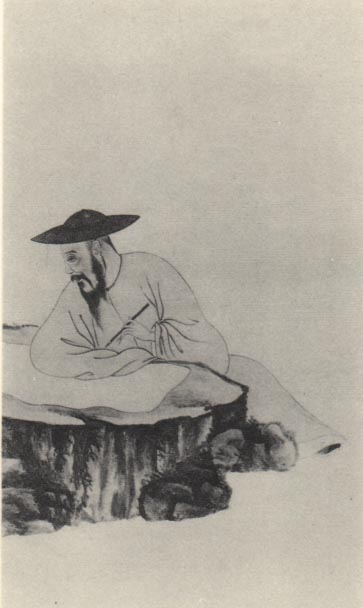
《清代学者象传》第一集之高鳳翰像

高鳳翰（1683年—1749年），字西园，号南村，又号且园，晚号南阜山人，又号半亭、老阜、废道人、尚左生、丁巳残人等，胶州（今山东膠州市）人。

## 生平
早年為诸生，雍正五年（1727年）举孝友端方，为歙县县丞，雍正十一年經两淮盐运使盧見曾保荐，官泰州巡盐分司。去职后流寓扬州。工于花卉，乾隆二年（1737年）病废右手，遂以左手作畫。嗜硯如癡，著有《硯史》。